# Burg Deising
Der Burgstall Deising bezeichnet eine abgegangene mittelalterliche Spornburg in Deising, heute einem Gemeindeteil der niederbayerischen Stadt Riedenburg im Landkreis Kelheim. Heute befindet sich am vermuteten Ort die St.-Nikolaus-Kirche. Die Anlage wird als Bodendenkmal unter der Aktennummer D-2-7035-0034 im Bayernatlas als „untertägige mittelalterliche und frühneuzeitliche Befunde im Bereich der Kath. Kirche St. Nikolaus in Deising, darunter die Spuren von Vorgängerbauten bzw. älteren Bauphasen“ geführt. 

## Baulichkeit
Es wird vermutet, dass die Ortskirche St. Nikolaus mit ihrem mächtigen Treppengiebel Teil einer Burg gewesen ist. Das Bauwerk liegt auf einem steil geböschten Hügel über der Petrusquelle an der Straße nach Zell. Die Kirche ist aus sorgfältig bearbeiteten Kalksteinquadern errichtet. An dem Turm der Kirche befindet sich in 4,5 m Höhe eine Tür, außerdem ein Strebpfeiler mit einem Kragstein, der Rest eines älteren Langhauses gewesen sein könnte.

## Geschichte
Die Burg lag vermutlich  an der Stelle der Kirche auf einem Hügel an der Straße nach Zell. Das Auftreten eines Ortsadels lässt sich mit dem zwischen 1147 und 1160 auftretenden „Ainwic de Tosingen“, der mehrmals Zeuge in Traditionen des Klosters Prüfening war, nachweisen. Nach ihm erscheint ein Heinrich von „Tuisingen“ zwischen 1160 und 1170. Um 1180 treten Ainwic und Dietmar von Deising ebenfalls als Zeugen auf. Nach einer Urkunde von 1187 hat Dietmar von Deisingen den Zehent von Jachenhausen, heute ebenfalls ein Ortsteil von Riedenburg, genossen. 1186 und 1196/97 wird von einem Gumpert von Deising berichtet. Ca. 1225 erhält ein „Volcmar“ von Deising das Dorf Weiding und Deiche in der Gemeinde Sonnenried bei Schwarzenfeld. In einer Urkunde, in welcher Rizha, Witwe des Hermann II. von Ortenburg, dem Kloster Hl. Kreuz eine Schenkung bestätigt, wird ein „Volchmarus de Tvesingen“ als Ritter bezeichnet. Er könnte der Erbauer der Burg gewesen sein. Mit dieser Burg in Deising könnte auch die St.-Nikolaus-Kirche in Zusammenhang stehen. Die Kirche, die aus der Frühzeit des 13. Jahrhunderts stammt, ist mit ungewöhnlich starken (ca. 1,40 m) Mauern erbaut.